# Liu Shoubin
Liu Shoubin   (Jiangyou, 3 de març de 1968) és un aixecador de peses xinès, ja retirat, que va competir durant les dècades de 1980 i 1990.
El 1988 va prendre part en els Jocs Olímpics d'Estiu de Seül, on va guanyar la medalla de bronze en la categoria del pes gall del programa d'halterofília. Quatre anys més tard, als Jocs de Barcelona, guanyà la medalla de plata en la mateixa categoria.
En el seu palmarès també destaquen quatre medalles al Campionat del món d'halterofília, una d'or, dues de plata i una de bronze, entre les edicions de 1987 i 1991, així com una medalla de plata als Jocs Asiàtics de 1990. Va establir dos rècords del món en arrancada.